# Forrest Mars senior
Forrest Edward Mars senior (* 21. März 1904 in Wadena, Minnesota; † 1. Juli 1999 in Miami, Florida) war ein US-amerikanischer Geschäftsmann und die treibende Kraft der Mars Incorporated. Bekannt wurde er durch die Einführung des Mars-Schokoriegels und der M&M’s sowie für die Organisation der Markteinführung des Uncle Ben’s Rice.

## Leben und Karriere
Mars wurde 1904 in Minnesota als Sohn von Frank C. Mars und Ethel G. Mars geboren und wuchs nach der Scheidung seiner Eltern im kanadischen Saskatchewan auf. Er besuchte die University of California, Berkeley und später die Yale University, wo er 1928 seinen Abschluss als Wirtschaftsingenieur machte.
Später schloss er sich mit seinem Vater bei der Mars Incorporated zusammen. Sie hatten jedoch einige Auseinandersetzungen, woraufhin Forrest Mars sich auszahlen ließ und nach England ging; dort entwarf er den Mars-Schokoriegel. In Europa arbeitete er kurz für Nestlé und Toblerone.
Nachdem er in die USA zurückgekehrt war, gründete er sein eigenes Lebensmittelunternehmen; Food Products Manufacturing. Er etablierte den Uncle Ben’s Rice und die Hundefuttermarke Pedigree. In Zusammenarbeit mit Bruce Murrie entwickelte er 1940 die M&M’s.
Nach dem Tod seines Vaters übernahm Forrest Mars das Familienunternehmen. 1964 fusionierte er die Mars Inc. mit seinem eigenen Unternehmen. 1973 zog sich Mars aus dem Unternehmen zurück und übergab es an seine drei Kinder Forrest Jr., John und Jacqueline.
1981 gründete er das Unternehmen Ethel M Chocolates, das er nach seiner Mutter benannte. Das Unternehmen wurde 1988 von Mars Inc. aufgekauft. Mars starb 1999 im Alter von 95 Jahren. Sein Vermögen belief sich auf vier Milliarden US-Dollar, womit er auf Platz 30 im Forbes Magazine der reichsten Amerikaner stand.